# Chích hông vàng
Phylloscopus proregulus là một loài chim trong họ Phylloscopidae.
Loài chim này sinh sản trong rừng núi từ phía nam Siberia về phía đông bắc Mông Cổ và đông bắc Trung Quốc. Loài này được đặt tên cho nhà động vật học người Đức Peter Simon Pallas, người đầu tiên chính thức mô tả loài chim này. Đây là loài di cư mạnh, chủ yếu đông nam ở phía nam Trung Quốc và các vùng lân cận của Đông Nam Á, mặc dù trong những thập kỷ gần đây số lượng ngày càng tăng ở châu Âu vào mùa thu.
Loài chim này có các phần trên và phần dưới cùng màu xanh lá cây, một mảng màu vàng chanh, còn màu lông đôi cánh, chân mày và viền cổ trung tâm màu vàng. Loài này có bề ngoài tương tự như một số loài khác trong chi sinh sống ở châu Á, bao gồm một số loài được xem là phân loài của nó, mặc dù giọng nói đặc trưng của nó giúp xác định.
Chim mái xây tổ hình bát trên cây hoặc cây bụi, và đẻ một lứatừ 4-6 trứng, nở sau 12-13 ngày ấp. Chim con được nuôi chủ yếu bởi đàn chim mẹ và chim non ra ràng khi chúng 12-14 ngày tuổi; Cả chim bố và chim mẹ kiếm mồi nuôi chim con trong khoảng một tuần. Loài chim này ăn sâu, ăn mồi trưởng thành, ấu trùng và sâu bọ của côn trùng và nhện nhỏ. Chúng tìm kiếm mồi ở cây bụi và cây cối, nhặt các đồ vật từ lá hoặc bắt mồi trong các chuyến bay ngắn hoặc khi đang bay. Loài này có phạm vi phân bố lớn, và con số này được cho là ổn định. Do đó nó được đánh giá là "loài ít quan tâm" bởi Liên minh Quốc tế về Bảo tồn Thiên nhiên (IUCN).